# Liste von Schildkrötenbrunnen
In dieser Liste sind Schildkrötenbrunnen aufgeführt, also Brunnen im öffentlichen Raum, die Schildkröten zum Thema haben. 

## Deutschland
| Bezeichnung                        | Bild           | Standort                                                             | Künstler          | Errichtung Einweihung | Weitere Informationen                                       |
| ---------------------------------- | -------------- | -------------------------------------------------------------------- | ----------------- | --------------------- | ----------------------------------------------------------- |
| Ignatius-Taschner-Brunnen          | weitere Bilder | Bad Kissingen (Lage)                                                 | Ignatius Taschner |                       | Bronzefiguren; Kopie (1993) des Original-Brunnens in Poznań |
| Neptunbrunnen (Berlin)             |                | Berlin-Mitte, zwischen dem Roten Rathaus und der Marienkirche (Lage) | Reinhold Begas    | 1888–1891             |                                                             |
| Bärenbrunnen mit zwei Schildkröten |                | Dresden-Striesen, Comeniusstraße 107, an einem Wohnhaus (Lage)       | Otto Pilz         | um 1929               | (siehe auch Liste der Brunnen und Wasserspiele in Dresden)  |
| Schmuckbrunnen                     |                | Fulda, am Behördenhaus Am Hopfengarten 3                             |                   |                       |                                                             |

## Weitere
| Bezeichnung                                          | Bild           | Standort                                         | Staat      | Künstler                                                                         | Errichtung Einweihung                 | Weitere Informationen                        |
| ---------------------------------------------------- | -------------- | ------------------------------------------------ | ---------- | -------------------------------------------------------------------------------- | ------------------------------------- | -------------------------------------------- |
| Schildkrötenbrunnen (Rom) (Fontana delle Tartarughe) | weitere Bilder | Rom, Piazza Mattei (Lage)                        | Italien    | Giacomo della Porta und Taddeo Landini / Gian Lorenzo Bernini oder Andrea Sacchi | 1580–1588 erbaut, 1658/1659 vollendet | Zierbrunnen, gilt als Meisterwerk des Barock |
| Schildkrötenbrunnen (Schloss Hellbrunn)              |                | Salzburg, Schloss Hellbrunn, Wasserspiele (Lage) | Österreich |                                                                                  |                                       |                                              |
| Schildkrötenbrunnen (St. Petersburg)                 | weitere Bilder | St. Petersburg, Peterhof, Schloss Peterhof       | Russland   |                                                                                  |                                       |                                              |